# 鍋山町 (佐倉市)
鍋山町（なべやままち）は、千葉県佐倉市の町丁。郵便番号285-0033。

## 地理
北は鏑木町、東は千成、南は弥勒町、西は鏑木町、北西は栄町に隣接している。

## 世帯数と人口
2017年（平成29年）10月31日現在の世帯数と人口は以下の通りである。
| 町丁   | 世帯数  | 人口  |
| ------ | ------- | ----- |
| 鍋山町 | 408世帯 | 881人 |

## 小・中学校の学区
市立小・中学校に通う場合、学区は以下の通りとなる。
| 番地              | 小学校               | 中学校               |
| ----------------- | -------------------- | -------------------- |
| 1～7の3 7の5～153 | 佐倉市立佐倉小学校   | 佐倉市立佐倉東中学校 |
| 7の4              | 佐倉市立佐倉東小学校 | 佐倉市立佐倉東中学校 |

## 施設
- 千葉県立佐倉高等学校
- 県立佐倉高等学校地域交流施設